# Crotalaria criniramea
Crotalaria criniramea är en ärtväxtart som beskrevs av Roger Marcus Polhill. Crotalaria criniramea ingår i släktet sunnhampor, och familjen ärtväxter. Inga underarter finns listade i Catalogue of Life.